# فهرست فیلم‌های ایرانی سال ۱۴۰۲
فهرست فیلم‌های ایرانی سال ۱۴۰۲

## فهرست
| عنوان               | تهیه کننده          | کارگردان                   | نویسنده                                          | بازیگران |
| ------------------- | ------------------- | -------------------------- | ------------------------------------------------ | --- |
| احمد                | حبیب والی‌نژاد       | امیرعباس ربیعی             | امیرعباس ربیعی رضا محبی‌نوری                      | تینو صالحی توماج دانش بهزادی ساره رشیدی مهیار شاپوری |
| آبی روشن            | سید محمدحسین میری   | بابک خواجه‌پاشا             | امیر ابیلی داوود گنجوی                           | مهران احمدی مهران غفوریان سارا حاتمی مرتضی امینی‌تبار روح‌الله زمانی علی‌اکبر اصانلو کاظم هژیرآزاد سامان مهکویه |
| آپاراتچی            | سجاد نصراللهی نسب   | قربانعلی طاهرفر            | حسین تراب‌نژاد احسان لطفیان                       | تورج الوند فاطمه مسعودی‌فر رضا ناجی وحید مبصری ولی فروتن امین گلستانه پوریا میاندهی شهرام خزرایی بهنام تشکر امید روحانی حمیدرضا آذرنگ علیرضا استادی حسین عابدینی محیا دهقانی هومن برق‌نورد ابوالفضل زارع کار مقدم                                                               |
| آسمان غرب           | حبیب‌الله والی‌نژاد   | محمد عسگری                 | محمد عسگری                                       | میلاد کی‌مرام امیرحسین آرمان نادر فلاح کریم امینی کیوان آزاد نسیم ادبی روح‌الله زمانی محمدرضا صولتی پیام اینالویی آرمین رحیمیان پارسا جمشیدی تورج الوند |
| آغوش باز            | علی سرتیپی          | بهروز شعیبی                | مهرداد کوروش‌نیا محمدسجاد نجفی                    | حامد کمیلی محسن کیایی گلاره عباسی شبنم گودرزی جواد خواجوی وحید نفر علی عطایی روژین فاطوری‌فر ساینا توکلی میثم نوروزی سهیل هژبر مسعود خانی مهدی هاشمی احترام برومند حسن معجونی هاتف شعیبی نفس‌ نکی                                                                               |
| باغ کیانوش          | محمدجواد موحد       | رضا کشاورز حداد            | رضا کشاورز حداد                                  | شهرام حقیقت‌دوست علیرضا آرا مجید پتکی عباس جمشیدی‌فر مهدیه نساج لادن ژافه وند مهدی فریضه |
| ببعی قهرمان         | محمدمهدی مشکوری     | حسین صفارزادگان میثم حسینی | مقداد اخوان                                      | |
| به خاطر یک کیف دلار | آذر معماریان        | حمید بهرامیان              | حمید بهرامیان سید مسعود سعیدی                    | محسن کیایی مهران احمدی پانته آ پناهی ها علی اوجی هومن حاجی عبدالهی سودابه بیضایی سها نیاستی روزبه اختری سجاد پرالک مریم ماهور |
| بی‌بدن               | سید مصطفی احمدی     | مرتضی علیزاده              | کاظم دانشی                                       | الناز شاکردوست پژمان جمشیدی نوید پورفرج سروش صحت گلاره عباسی مینا وحید علیرضا زمانی نسب |
| پرواز ۱۷۵           | سعید شرفی کیا       | محمدحسین حقیقت             | محمدحسین حقیقت                                   | جمشید هاشم‌پور ثریا قاسمی جعفر دهقان رضا توکلی مجید پتکی اسماعیل خلج اتابک نادری افشین صالحی |
| پرویز خان           | عطا پناهی           | علی ثقفی                   | علی ثقفی                                         | سعید پورصمیمی مریم سعادت خسرو احمدی حمیدرضا پگاه بهنام تشکر |
| تابستان همان سال    | علی اوجی            | محمود کلاری                | محمود کلاری                                      | مهران مدیری علی شادمان سمیرا حسن‌پور رویا جاویدنیا مهرو نونهالی صابر ابر پژمان بازغی نسیم ادبی آرمان مرادی رایان سرلک رونیکا بهرام‌زاده فریبا نادری |
| تمساح خونی          | کامران حجازی        | جواد عزتی                  | پدرام افشار                                      | جواد عزتی عباس جمشیدی‌فر الناز حبیبی بهزاد خلج شبنم قربانی سعید آقاخانی جمشید جهان‌زاده رامین پورایمان کیومرث مرادی |
| دروغ‌های زیبا        | مرتضی آتش زمزم      | مرتضی آتش زمزم             | مرتضی آتش زمزم ممیت الرشید                       | جاوا احسن سومان ریکیتا سالم شاهد ریکیتا ناندینی شهیدالزمان سلیم شاهد علی شاهین میردها جان پل سرمادیراس |
| دست ناپیدا          | سعید سیدزاده        | انسیه شاه‌حسینی             | انسیه شاه‌حسینی                                   | معصومه بافنده سومان ریکیتا نسرین احمدخانی اعظم سادات موسوی زیبا عسکری |
| دو روز دیرتر        | محسن شیرازی         | اصغر نعیمی                 | حمید اکبری خامنه                                 | سینا مهراد پردیس احمدیه فرهاد آئیش گوهر خیراندیش کمند امیرسلیمانی ناهید مسلمی سید جواد یحیوی سیاوش چراغی پور محمد فیلی علیرضا داوودنژاد سهراب فاطمی آزاده اسماعیل‌خانی علی مهربان                                                                                              |
| شکار حلزون          | مصطفی سلطانی        | محسن جسور                  | محسن جسور                                        | حسین پاکدل فرناز زوفا حسام محمودی محمدرسول صفری مسعودرضا عجمی یاسمن ترابی رابعه مدنی علی‌اکبر قاضی نظام امیرعلی سخایی |
| شه‌سوار              | سعید عطایان         | حسین نمازی                 | حسین نمازی                                       | مهرداد صدیقیان الناز حبیبی هادی کاظمی عباس جمشیدی‌فر گیتی قاسمی عزت‌الله رمضانی‌فر عليرضا لبيبيان |
| شهر هرت             | محمدحسین فرحبخش     | کریم امینی                 | پدرام کریمی مهدی محمدنژادیان                     | پژمان جمشیدی شبنم مقدمی بابک کریمی |
| شور عاشقی           | داریوش یاری         | داریوش یاری                | داریوش یاری                                      | شهره موسوی پیام احمدی‌نیا مهدی زمین‌پرداز سیامک صفری نادر فلاح علی استادی بهزاد دورانی بهرام ابراهیمی بابک والی رضا خدادادبیگی میترا خواجه‌ییان روح‌اله مهرابی هادی آقاحسینی مرتضی آقاحسینی مرجان شکوفکی پانته‌آ کیقبادی مریم آهنگر                                                |
| صبح اعدام           | علی شیرمحمدی        | بهروز افخمی                | بهروز افخمی                                      | ارسطو خوش رزم مسعود شریف داوود فتحعلی‌بیگی پوریا منجزی محسن آوری کاوه دارابی |
| صبحانه با زرافه‌ها   | سید مصطفی احمدی     | سروش صحت                   | سروش صحت ایمان صفایی                             | بهرام رادان پژمان جمشیدی هوتن شکیبا هادی حجازی فر بیژن بنفشه‌خواه مجید یوسفی |
| ظاهر                | محمدرضا کریمی صارمی | حسین عامری                 | نسیم باستانی                                     | روح‌الله زمانی یدالله شادمانی حامد محمودی کیمیا زارعی مریم معینی |
| قلب رقه             | سعید پروینی         | خیرالله تقیانی‌پور          | خیرالله تقیانی‌پور                                | شهرام حقیقت‌دوست شادی مختاری محیا دهقانی عبدالرضا نصاری ابوالفضل امیری فرهاد قائمیان هدایت هاشمی محمدرضا شریفی‌نیا مصطفی ساسانی عامر علی مهدی شیخ عیسی |
| لاک‌پشت              | بهمن کامیار         | بهمن کامیار                | بهمن کامیار                                      | فرهاد اصلانی نازنین بیاتی نازنین کریمی صابر ابر هومن برق‌نورد آزیتا حاجیان علیرضا آقاخانی جمشید گرگین |
| مجنون               | عباس نادران         | مهدی شامحمدی               | علیرضا محصولی                                    | سجاد بابایی حسام منظور بهزاد خلج شبنم قربانی |
| پروین               | محمدرضا شریفی‌نیا    | محمدرضا ورزی               | محمدرضا ورزی                                     | مارال بنی‌آدم آزیتا حاجیان محمدرضا شریفی‌نیا حسین پاکدل محمدعلی نجفی محمدعلی ساربان امیرحسین صدیق مجید جعفری رامین ناصرنصیر رضا فیاضی بیژن بنفشه‌خواه یوسف صیادی حسام نواب‌صفوی محمد شعبان‌پور ملیکا شریفی‌نیا محمدرضا شهبانی نوری الهه جعفری شهرداد بانکیمریم ورزیبابک میرزا آقایی |
| ملکه آلیشون         | ابراهیم نورآورمحمد  | ابراهیم نورآورمحمد         | ابراهیم نورآورمحمد                               | نسترن سیفی نسیم عبدی امیررضا اسماعیلی سعید فاضل ساعتچی صبا منصوری فاطمه زحمتکش عارف امرج شکری آرزو مهتری شانلی محمدی میترا شجاعی |
| میرو                | سعید الهی           | حسین ریگی                  | پیمان شیرخانی                                    | امیررضا دلاوری سودابه بیضایی آرزو تاج نیا حمید ابراهیمی ابوالفضل همراه |
| نبودنت              | کاوه سجادی حسینی    | کاوه سجادی حسینی           | کاوه سجادی حسینی                                 | سحر دولتشاهی امیر آقایی آزاده صمدی فرید سجادی حسینی رضا بهبودی علیرضا ثانی فر شیوا سرمست |
| نپتون               | سیاوش امین‌پور       | محمدابراهیم غفاریان        | مرجان ساداتی                                     | آرمین رحیمیان آیدا ماهیانی امین میری امیررضا جوکار |
| نوروز               | محمدرضا نادری       | سهیل موفق                  | حمزه صالحی                                       | علی نصیریان شبنم مقدمی مهدی هاشمی افشین هاشمی سیاوش چراغی‌پور مهتاب ثروتی علی بوراک جیلان طاها شادی‌فر |
| هتل                 | محمد شایسته         | مسعود اطیابی               | امیر برادران مصطفی زندی پیمان جزینی امیر برادران | پژمان جمشیدی محسن کیایی ریما رامین‌فر صدف اسپهبدی مه‌لقا باقری غلامرضا نیکخواه مریم وحیدزاده فرزانه قاسم‌زاده جواد پولادی سام نوری |